# Aglaophamus juvenalis
Aglaophamus juvenalis är en ringmaskart som först beskrevs av Johan Gustaf Hjalmar Kinberg 1866.  Aglaophamus juvenalis ingår i släktet Aglaophamus och familjen Nephtyidae. Inga underarter finns listade i Catalogue of Life.